# Ivan Meylemans
Ivan Meylemans (Geel, 1971) is een Belgisch dirigent en trombonist.

## Levensloop
Meylemans kreeg muzieklessen voor trombone, slagwerk en piano aan het Lemmensinstituut te Leuven en later aan het Koninklijk Conservatorium te Gent. Hij debuteerde als trombonist in 1987 en hij won als solist verschillende nationale en internationale prijzen. Meylemans trad op met wereldwijd bekende orkesten en werd in 1992 trombonist bij het Vlaams Radio Orkest en in 1994 lid van het Koninklijk Concertgebouworkest te Amsterdam.
In 1996 begon hij zijn studies als dirigent aan het Koninklijk Conservatorium in Den Haag onder andere bij Ed Spanjaard en Jac van Steen. In 2000 studeerde hij summa cum laude af en sindsdien is hij een veelgevraagd (gast-)dirigent in binnen- en buitenland. Ook in dit vak behaalde hij vele nationale en internationale prijzen bij diverse wedstrijden. Zo werd hij onder andere laureaat bij de Internationale Dirigenten Wedstrijd van het Wereld Muziek Concours te Kerkrade, het 47e Concours International de Jeunes Chefs d’Orchestre in Besançon, het International Concours of the Orchestra "Radio France" in Parijs, de Tweede internationale Vakhtang Jordania dirigenten wedstrijd in Charkov en ten slotte bij de prestigieuze Donatella Flick Conducting Competition in Londen, waar hij in de finale het London Symphony Orchestra in een uitvoering van de De Miraculeuze Mandarijn van Béla Bartók dirigeerde. Van 2004 tot 2007 was hij assistent dirigent van Mariss Jansons bij het Koninklijk Concertgebouworkest te Amsterdam.
Omdat hij zijn muzikale carrière verder op het dirigeren wilde toespitsen, heeft hij in 2007 zijn 13-jarige carrière als trombonist van het Koninklijk Concertgebouworkest stopgezet. Dit heeft duidelijk zijn vruchten afgeworpen, want ondertussen is hij chef-dirigent van het Collegium Instrumentale Brugense. In het seizoen 2008/2009 fungeerde hij als gastdirigent bij de Nordwestdeutsche Philharmonie, het Taipei Symphony Orchestra, het Seoul Philharmonic Orchestra Brass, het Budapest Concert Orchestra, de Radio Kamer Filharmonie en het Rotterdams Philharmonisch Orkest.
In de HaFaBra-wereld is Meylemans als dirigent sinds 2000 vast verbonden aan de Koninklijke Fanfare Kempenbloei uit Achel en sinds 2001 aan de Noord-Limburgse Brassband uit Eksel. Met beide orkesten won hij verschillende prijzen in binnen- en buitenland, zo werd hij o.a. met Kempenbloei in 2005 vice-wereldkampioen en in 2009 wereldkampioen in de concertafdeling op het Wereld Muziek Concours te Kerkrade, een kunstje dat hij in 2013, 2017 én 2022 nogmaals overdeed; met de Noord-Limburgse Brassband werd hij in 2012 vice-europees kampioen op de European Brassband Championships. Ook was hij in 2002 en 2003 dirigent van het Vlaams Fanfare Orkest. Daarnaast is hij vanaf 2013 chef-dirigent van het Harmonieorkest St. Michaël Thorn.
Sinds 2015 is Meylemans chef-dirigent van Het Zeeuws Orkest.